# Kulack
Der Kulack (auch Coulack) oder Kulak war ein ostindisches Gewichtsmaß für trockene Waren, wie Getreide und Reis.
Das Maß galt zur niederländisch-indischen Kolonialzeit, besonders auf Java mit Batavia. In Mangel an eigenen, den Javanischen Maßen, waren hier viele niederländische Maße verbreitet. Längenmaße gingen zum Beispiel nach dem englischen Yard.
- 1 Kulack = 7 ¼ Kättis/Cattis = 116 Tails/Tehls = 4460 Gramm
- 1 Timbang = 7 Kulack